# Neurona bipolar

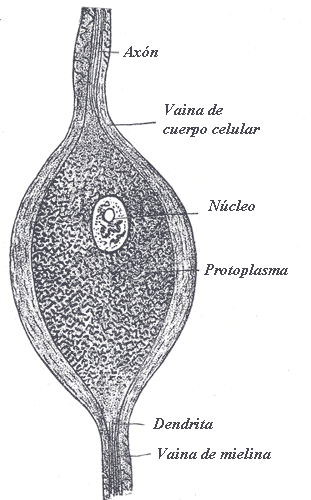
Neurona bipolar.

Una neurona bipolar o célula bipolar es una neurona con dos ramificaciones por fuera del soma o cuerpo neuronal. Estas ramificaciones son: un axón y una dendrita, el axón envía información desde sus ramificaciones al soma y las dendritas reciben dicha información y la dirigen hacia las terminaciones dendríticas. Las células nerviosas bipolares generalmente son sensoriales y son aferentes del sistema nervioso central, como las presentes en el nervio olfatorio. Los ejemplos más comunes son las células bipolares de la retina y las que se localizan en el ganglio del nervio vestibulococlear.

## En la retina
En el sistema visual, un grupo de neuronas llamadas células bipolares recopila señales fotorreceptoras generadas por la luz en el exterior de la retina y transmite estas señales a las células ganglionares en el interior de la retina. Desde ahí, las imágenes se proyectan como información al encéfalo.

## En nervios vestibulares
En los nervios vestibulares tienen funciones sensoriales de oído, equilibrio y movimiento. La mayoría de estas neurones bipolares se encuentran dentro del ganglio vestibular y sus axones se extienden dentro de la mácula del utrículo y el sáculo así como en la ampolla de los canales semicirculares.

## En ganglios espinales
Las neuronas bipolares se encuentran en los ganglios espinales cuando las células están en estado embrionario.